# Liiapeksi
Liiapeksi is een plaats in de Estlandse gemeente Kuusalu, provincie Harjumaa. De plaats heeft de status van dorp (Estisch: küla).

## Bevolking
Het dorp had 15 inwoners op 31 december 2011 en 9 inwoners op 31 december 2021.

## Ligging
Langs de noordgrens van het dorp loopt de Põhimaantee 1, de hoofdweg van Tallinn naar Narva. De Tugimaantee 85, de secundaire weg naar Loksa, begint bij Liiapeksi.